# Hydrovatus badeni
Hydrovatus badeni är en skalbaggsart som beskrevs av Sharp 1882. Hydrovatus badeni ingår i släktet Hydrovatus och familjen dykare. Inga underarter finns listade i Catalogue of Life.